# アレクサンダー・フォン・ヴュルテンベルク (1771-1833)
アレクサンダー・フリードリヒ・カール・フォン・ヴュルテンベルク（Alexander Friedrich Karl von Württemberg, 1771年4月24日 - 1833年7月4日）は、ヴュルテンベルク公フリードリヒ2世オイゲンと、その妃であるブランデンブルク＝シュヴェート辺境伯フリードリヒ・ヴィルヘルムの娘フリーデリケ・ドロテア・ゾフィアの末息子である。ロシア皇帝パーヴェル1世の皇后マリヤ・フョードロヴナの実弟にあたる。オーストリア軍およびロシア軍で将軍として活動した。

## 軍歴
アレクサンダーは1791年からヴュルテンベルク軍の司令官を務めた。その後、1796年から1799年までオーストリア軍に所属し、対フランス戦争を戦った。この間、1796年に少将、1798年に中将へと昇進している。1799年、アレクサンドル・スヴォーロフ大元帥と出会ったことをきっかけに、彼の推挙でロシア帝国軍に転属し、リガ重騎兵連隊の中将に任命された。翌1800年8月、リガ重騎兵連隊はリガ竜騎兵連隊に再編成され、アレクサンダーは同連隊の司令官に昇進した。1811年には、ベラルーシの軍政官に任命されている。
1812年のロシア戦役では、ボロジノの戦いなど多くの戦闘を指揮した。1813年にはダンツィヒ包囲戦を指揮し、その功績により黄金の剣と2等聖ゲオルギー勲章を授与された。戦後は、自身が指揮するリガ竜騎兵連隊を率いて任地のベラルーシに戻った。1822年、軍通信部の長官に就任し、ロシア西部における運河建設事業を統括した。
1826年にはエカテリノスラフ重騎兵連隊の司令官に任命されるとともに、国家評議会議員の地位も与えられた。しかし、翌1827年には再びリガ竜騎兵連隊司令官に戻されている。アレクサンダーは1832年11月に退役し、翌1833年に死去した。

## 家族
1798年、アレクサンダーはザクセン＝コーブルク＝ザールフェルト公フランツの娘アントイネッテと結婚した。彼女は後のベルギー王レオポルド1世の姉であり、イギリス女王ヴィクトリアの叔母にあたる。夫妻は5人の子女をもうけた。
- マリー（1799年 - 1860年） - 1832年、叔父のザクセン＝コーブルク＝ゴータ公エルンスト1世と結婚。
- パウル（1800年 - 1801年）
- アレクサンダー（1804年 - 1881年） - 1837年、フランス王ルイ・フィリップの娘マリーと結婚。
- エルンスト（1807年 - 1868年）
- フリードリヒ（1810年 - 1815年）